# Eisenbahn Karlsbad–Johanngeorgenstadt
Die Eisenbahn Karlsbad–Johanngeorgenstadt (tschech.: Dráha Karlovy Vary–Johanngeorgenstadt) war eine private Eisenbahngesellschaft im heutigen Tschechien. Die Gesellschaft war Eigentümer der im Westerzgebirge gelegenen Bahnstrecke Karlsbad–Johanngeorgenstadt in Nordwestböhmen.

## Geschichte

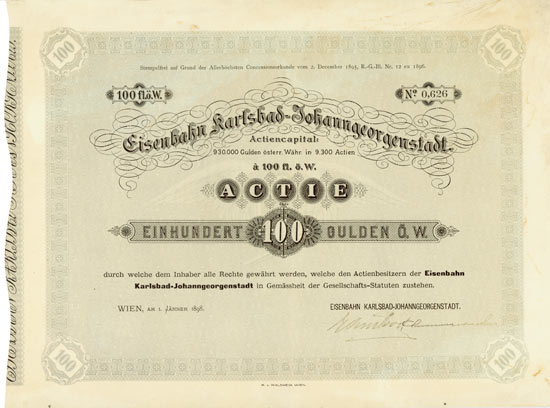
Aktie über 100 Gulden der Eisenbahn Karlsbad-Johanngeorgenstadt vom 1. Januar 1898

Am 2. Dezember 1895 wurde die Konzession zum Baue und Betriebe einer als Hauptbahn zweiten Ranges auszuführenden Locomotiveisenbahn von dem in Karlsbad zu schaffenden Centralbahnhofe auf und nächst den Donitzer Gründen der Stadtgemeinde Karlsbad über Alt- und Neurohlau, dann unter Benutzung einer Theilstrecke der bestehenden Staatsbahnlinie Chodau-Neudek über Bärringen und Platten an die Reichsgrenze in der Richtung auf Johanngeorgenstadt mit einer Verbindungslinie zu der bestehenden Station Karlsbad der priv. Buschtiehrader Eisenbahn erteilt. Eröffnet wurde die 47 km lange Strecke am 15. Mai 1899.
Das Aktienkapital der Gesellschaft betrug insgesamt 930.000 Gulden. Ausgegeben wurden 9300 Stammaktien zu je 100 Gulden.
Den Betrieb führten die k.k. österreichischen Staatsbahnen (kkStB) im Auftrag der Eisenbahn Karlsbad–Johanngeorgenstadt aus. Nach dem Ersten Weltkrieg traten an Stelle der kkStB die neu gegründeten Tschechoslowakischen Staatsbahnen ČSD. 
Am 1. Januar 1925 wurde die Eisenbahn Karlsbad–Johanngeorgenstadt per Gesetz verstaatlicht und die Strecke wurde ins Netz der ČSD integriert.

## Fahrzeugeinsatz
Auf Rechnung der Eisenbahn Karlsbad–Johanngeorgenstadt beschafften die kkStB vier Lokomotiven der Reihe 178 und fünf der Reihe 97. Die Lokomotiven besaßen die Betriebsnummern 178.01–04 und 97.146–148, 154–155. 